# 小美野雅彦
小美野 雅彦（こみの まさひこ）は、日本の男性アニメーター、キャラクターデザイナー、アニメ監督。神奈川県出身。代々木アニメーション学院卒業。合同会社ランチ・BOX代表。

## 来歴
代々木アニメーション学院卒業後、サテライトに入社。その後、2017年3月に合同会社ランチ・BOXを起ち上げる。

## 作品リスト

### テレビアニメ
2006年
- ノエイン もうひとりの君へ（作画監督、原画）

2007年
- キスダム -ENGAGE planet-（総作画監督、作画監督、原画）

2008年
- 二十面相の娘（作画監督、原画）
- 北斗の拳 ラオウ外伝 天の覇王（原画）
- しゅごキャラ!! どきっ（原画）

2009年
- 咲-Saki-（絵コンテ、作画監督）

2010年
- BLEACH（2010年 - 2012年、絵コンテ、作画監督、原画）

2012年
- エウレカセブンAO（作画監督、原画）
- 妖狐×僕SS（原画）
- CODE:BREAKER（絵コンテ、演出）
- ジョジョの奇妙な冒険（2012年 - 2013年、作画監督、原画）

2013年
- 絶対防衛レヴィアタン（サブキャラクターデザイン、作画監督、原画）
- 超次元ゲイム ネプテューヌ（原画）

2014年
- ジョジョの奇妙な冒険 スターダストクルセイダース（キャラクターデザイン、総作画監督、作画監督）

2015年
- ノラガミ ARAGOTO（作画監督）

2016年
- タイムボカン24（総作画監督）
- ジョジョの奇妙な冒険 ダイヤモンドは砕けない（作画監督）

2017年
- ちるらん にぶんの壱（原画）
- チェインクロニクル 〜ヘクセイタスの閃〜（作画監督、原画）
- 牙狼〈GARO〉-VANISHING LINE-（作画監督）
- Just Because!（作画監督）

2019年
- エガオノダイカ（作画監督）
- どろろ（作画監督）

2020年
- ジビエート（監督、キャラクターデザイン、総作画監督、絵コンテ）
- 進撃の巨人（作画監督）

2021年
- キングスレイド 意志を継ぐものたち（作画監督）
- 転生したらスライムだった件（総作画監督、作画監督）
- 転生したらスライムだった件 転スラ日記（作画監督）
- 憂国のモリアーティ（作画監督）
- 出会って5秒でバトル（総作画監督）
- SCARLET NEXUS（作画監督）

2022年
- ルパン三世 PART6（演出、作画監督、原画、第二原画）
- ダンス・ダンス・ダンスール（総作画監督）
- 転生したら剣でした（総作画監督）
- VAZZROCK THE ANIMATION（演出）
- ブルーロック（総作画監督、作画監督）

2023年
- The Legend of Heroes 閃の軌跡 Northern War（総作画監督）
- Paradox Live THE ANIMATION（総作画監督、作画監督）

2024年
- 姫様“拷問”の時間です（総作画監督）
- ぶっちぎり?!（総作画監督）
- 魔法科高校の劣等生（作画監督）

2025年
- 真・侍伝 YAIBA（絵コンテ）

### 劇場アニメ
2009年
- 劇場版 NARUTO -ナルト- 疾風伝 火の意志を継ぐ者（原画）
- 劇場版 マクロスF 虚空歌姫 〜イツワリノウタヒメ〜（原画）

2018年
- 劇場版 七つの大罪 天空の囚われ人（作画監督）

### OVA
2006年
- HELLSING（-2008年、作画監督、原画）

2007年
- 真救世主伝説 北斗の拳 ユリア伝（原画）

2009年
- 名探偵コナン 10年後の異邦人（原画）

2012年
- 英雄伝説 空の軌跡 THE ANIMATION（作画監督）